# Albert William Recht
Albert William Recht (Cleveland, Ohio, 22 de marzo de 1898-Denver, Colorado, 8 de enero de 1962) fue un matemático y astrónomo estadounidense.

## Semblanza
De 1920 a 1923, Recht fue director de educación secundaria, ejerciendo como profesor de español y de matemáticas en las localidades de Eckley, y de Wray, en Colorado. También pasó seis meses en Nicaragua como inspector y jefe de turno en un molino de refinado de oro. Se unió a la facultad de la Universidad de Denver en 1923 como instructor de matemáticas, ostentó la cátedra de esta especialidad en los períodos 1943-1944 y 1947-1949.
En la universidad desarrolló su interés por la astronomía, trabajando en el Observatorio Chamberlin a las órdenes de Herbert Howe. En 1926 se convirtió en director asociado del observatorio, pasando a dirigirlo en 1928.
Durante los once años siguientes dedicó los meses de verano para doctorarse en la Universidad de Chicago, completando en 1939 su tesis sobre el cometa 6P/d'Arrest desarrollada en el Observatorio Yerkes. Tras su graduación, pasó a ser conocido por su trabajo en la popularización de la astronomía. Durante la década de 1950 inició un programa de noches de observación en el observatorio para el público. A pesar de todos sus esfuerzos para preservar el observatorio Chamberlin en funcionamiento, su empeño resultó infructuoso.

## Eponimia
- El cráter lunar Recht lleva este nombre en su memoria.[2]